# United States Senate Watergate Committee
Lo United States Senate Watergate Committee , noto ufficialmente come Select Committee on Presidential Campaign Activities, è stato un comitato speciale istituito dal Senato degli Stati Uniti (S.Res. 60) nel 1973, per indagare sullo scandalo Watergate, con il potere di indagare sull'irruzione presso la sede del Comitato nazionale democratico (DNC) presso il complesso degli uffici del Watergate a Washington, e su qualsiasi successiva copertura di attività criminali, come "tutte le altre condotte illegali, improprie o non etiche verificatesi durante le controverse elezioni presidenziali del 1972, compreso lo spionaggio politico e le pratiche di finanziamento delle campagne".
La stampa statunitense focalizzò l'attenzione della nazione sulla questione con rapporti investigativi incisivi, mentre i notiziari televisivi portarono le udienze nei salotti di milioni di famiglie, trasmettendo gli atti in diretta per due settimane nel maggio 1973. La rete televisiva pubblica PBS trasmise le audizioni irradiandole su oltre 150 televisioni nazionali.
Lavorando sotto la guida del presidente Sam Ervin (del partito democratico del North Carolina), il comitato svolse un ruolo fondamentale nella raccolta di prove che avrebbero portato all'incriminazione di quaranta funzionari dell'amministrazione e alla condanna di diversi collaboratori di Richard Nixon per ostacolo della giustizia e altri crimini. Le sue rivelazioni spinsero il processo di impeachment contro lo stesso Nixon, dall'ottobre 1973 all'agosto 1974, caratterizzato dall'introduzione di tre atti di incriminazione da parte della Camera dei rappresentanti, che portarono alle sue dimissioni.

## Antefatto
Poco dopo la mezzanotte del 17 giugno 1972, cinque uomini furono arrestati all'interno degli uffici della DNC. L'FBI avviò un'indagine sull'incidente e la denuncia ostinata di due giornalisti del Washington Post, Bob Woodward e Carl Bernstein, sollevò domande e suggerì collegamenti tra la controversa campagna di rielezione di Richard Nixon e gli uomini in attesa di processo. La Casa Bianca negò qualsiasi collegamento con l'irruzione e Nixon ottenne la rielezione con una valanga di voti. A seguito della conferma dell'esistenza di un tale collegamento, il Senato votò, nel febbraio 1973, 77-0 per creare il Comitato ristretto sulle attività della campagna presidenziale.

## Membri
I membri del Comitato senatoriale del Watergate erano:
- Partito Democratico
  - Sam Ervin, Presidente Carolina del Nord
  - Daniel Inouye, membro Hawaii
  - Joseph Montoya, membro Nuovo Messico
  - Herman Talmadge, membro Georgia
- Partito Repubblicano
  - Howard Baker, membro Tennessee
  - Edward Gurney, membro Florida
  - Lowell Weicker, membro Connecticut

Il presidente del Comitato era Samuel Dash, che dirigeva le indagini. L'avvocato di minoranza era Fred Thompson. I membri dello staff professionale del Comitato Watergate del Senato erano: 
- Rufus L. Edmisten (vice consigliere)
- Donald Sanders (vice consigliere di minoranza repubblicano)
- David M. Dorsen (assistente del consigliere capo)
- James Hamilton (ora in Morgan, Lewis & Bockius (assistente del consigliere capo)
- Terry Lenzner[4] (assistente del consigliere capo)[5]
- Scott Armstrong
- Robert Muse
- Marc Lackritz
- Gordon L. Freedman

## Audizioni

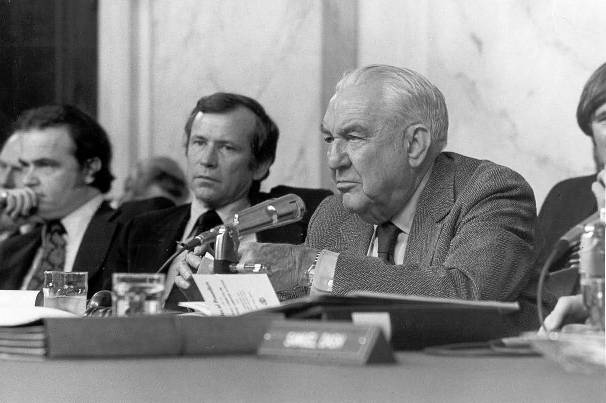
Da sinistra a destra: il consigliere di minoranza Fred Thompson, il membro di rango Howard Baker e il presidente Sam Ervin del comitato Watergate del Senato nel 1973.

Le udienze si aprirono il 17 maggio 1973 e il 27 giugno 1974 il Comitato pubblicò il suo rapporto in sette volumi di 1.250 pagine, intitolato Rapporto sulle attività della campagna presidenziale. Le prime settimane delle audizioni della commissione furono un evento politico-culturale nazionale. Le audizioni vennero trasmesse in diretta durante il giorno sulla televisione commerciale. All'inizio, CBS, NBC e ABC li coprirono simultaneamente, e poi in seguito a rotazione, mentre la PBS ripeteva le udienze di notte. Nel complesso vennero trasmesse circa 319 ore. Anche l'audio venne trasmesso, a martello, su decine di stazioni radio pubbliche nazionali, rendendo le audizioni disponibili alle persone nelle loro auto e nei luoghi di lavoro, e innalzò il profilo della neonata organizzazione di trasmissione.
Le udienze resero protagonisti sia Ervin, che divenne noto per i suoi modi popolari e la saggezza ma risoluta determinazione, sia Baker, che sembrava un po' imparziale e pronunciò la famosa frase "Cosa sapeva il Presidente, e quando lo seppe?" (spesso parafrasato da altri in scandali successivi). Fu la presentazione al pubblico del consigliere di minoranza Thompson, che in seguito sarebbe diventato un attore, senatore e candidato alla presidenza. Molti dei momenti più famosi del Watergate si verificarono durante le udienze, inclusa la testimonianza del "cancro che divora la presidenza" di John Dean e la rivelazione di Alexander Butterfield sull'esistenza dei nastri segreti della Casa Bianca con le registrazioni dei colloqui di Nixon con i suoi collaboratori.